# 南隅軽便鉄道1形蒸気機関車
南隅軽便鉄道1形蒸気機関車（なんぐうけいべんてつどう1がたじょうききかんしゃ）は、南隅軽便鉄道（後に大隅鉄道）が開業に当たって導入した蒸気機関車である。後に大隅鉄道の国有化に伴いケ145形（2代）となった。

## 構造
深川造船所が製作した車軸配置0-4-0(B)形単式2気筒、飽和式タンク機関車で、2両を導入し1号・2号となった。大きな特徴としては、弁装置に深川造船所で独自に開発したベーカー式弁装置を採用していたことが挙げられる。ベーカー式に分類される純リンク式弁装置を日本で設計製造したのは深川造船所のみで、その深川造船所製の機関車においてさえ、本形式以外では八幡製鉄所構内鉄道向けなどに少数が採用されたのみであった。また、通常煙室扉は右側にヒンジが付いているものがほとんどであるが、この機関車は左側についているという珍しい特徴があった。この意図は不明である。

## 歴史
当初はドイツ・ハノマーグと推定されるメーカーに発注を予定していたが、第一次世界大戦の影響で輸入が不可能となり、国産に切り替えて発注された。南隅軽便鉄道が開業する頃の大株主が、深川造船所3代目の弟、深川忠吉であったことが影響して、まだあまり実績のなかった深川造船所に発注されたものと推測されている。
1914年（大正3年）5月に当局に設計認可申請が出され、輸入を取りやめて国産に切り替えたために設計変更を行うなどして認可が遅れ、1915年（大正4年）3月11日付監498号で認可された。当初3両購入予定であったが予算削減で2両となった。
この車両は実運用に入るとよく故障を起こしていたが、しばらくすると安定稼動されるようになった。1933年（大正12年）6月に炭庫スペースの多くを水槽に変更し、後部に炭庫を増設する改造を受けた。
1935年（昭和10年）6月1日に大隅鉄道が国鉄に買収され古江線（後の大隅線）となると、ケ145形のケ145・ケ146に改番された。なお、ケ145形という形式はこれ以前に千葉県営鉄道からの買収車両にも使われたことがあるが、異なる車両である。1937年（昭和12年）および1939年（昭和14年）に松浦線に転属となったが、予備機となってあまり使用されず、1941年（昭和16年）に廃車となった。